# Toxophora epargyroides
Toxophora epargyroides är en tvåvingeart som beskrevs av Hesse 1938. Toxophora epargyroides ingår i släktet Toxophora och familjen svävflugor. Inga underarter finns listade i Catalogue of Life.